# 新庄道雄
新庄 道雄（しんじょう みちお、1776年3月20日（安永5年2月1日）- 1836年2月5日（天保6年12月19日））は、江戸時代後期の国学者、狂歌師である。本姓は藤原、号は柏園等。通称は三階屋仁右衛門。

## 経歴・人物
商人の子として駿河（現在の静岡県）に生まれる。初め村松春枝および栗田土満、石川敬之の門人となり、歌道を学んだ。後に野沢昌樹や三浦永年、伊東藍洲の講談を聴衆したり、和算家の斎藤九郎右衛門から数学を学んだり平田篤胤や本居大平、本居春庭から国学を学んだりする等、多くの学問に携わった。また、同時期に鹿都部真顔から狂歌を学び、「清藁科河」という狂名をもらう。
これによって、多くの門人特に篤胤を尊敬した多くの随筆を執筆し、同郷の商人の屋号であった「気吹屋」と争ったことで有名となった。

## 主な著作物
- 『柏園（栢園）独語（随筆）』
- 『駿河（国）新風土記』- 師である篤胤からの助言により著した随筆集。全25巻からなる。1834年（天保6年）に完成。